# Conceptualización
La conceptualización, según la semántica cognitiva, es un proceso dinámico responsable por la producción de significado, que, según los teóricos de la lingüística cognitiva, involucra mucho más que aspectos puramente lingüísticos. Según este principio, los conceptos tienen que ver con una representación mental realizada por el hablante. Las palabras no se refieren a objetos en el mundo, necesariamente, como explican enfoques formales, como la teoría referencial porque las conjunciones son palabras y no apuntan a nada de existencia extralingüística. Y las expresiones lingüísticas no siempre son compositivas, porque la expresión «el cara dura no apareció» no puede entenderse solo a partir de los significados de cara y dura. Con base en estos argumentos, la semántica cognitiva concibe el significado lingüístico como una manifestación de la estructura conceptual.
Uno de los aspectos relevantes para entender cómo funciona el significado dentro de la semántica cognitiva es la distinción entre conocimiento lingüístico (significado lingüístico) y conocimiento enciclopédico (significado enciclopédico), ya que esta disciplina considera que no es posible establecer una distinción absoluta entre semántica y pragmática. La semántica cognitiva afirma que, cada vez que usamos una palabra o expresión, invocamos el conocimiento del mundo de una manera amplia y flexible, sin necesidad de conocer todo el significado lingüístico del concepto para poder usarlo.
Para la semántica cognitiva, el significado surge de la interacción de nuestro conocimiento enciclopédico, almacenado en categorías llamadas dominios, y de la forma en que manipulamos esta información. Así, toda la información que tengamos sobre un concepto, y que almacenemos en su dominio, será útil para la caracterización de ese concepto.

## Semántica cognitiva versus lingüística cognitiva
La lingüística cognitiva y la semántica cognitiva se entienden a menudo como la misma ciencia, aunque Evans y Green (2006) establecen una distinción importante. Según estos autores, los estudios de base semántica dentro de la lingüística cognitiva investigan esencialmente la estructura conceptual y los procesos de conceptualización, es decir, el objetivo no es el estudio lingüístico en sí, sino lo que puede revelar sobre la naturaleza del sistema conceptual. Los enfoques cognitivos gramaticales, por otro lado, se preocupan principalmente por el estudio del lenguaje, y a partir de la descripción de este sistema lingüístico, a partir de lo que se conoce sobre la estructura conceptual, para comprender cómo funciona el lenguaje. De hecho, el núcleo de la lingüística cognitiva es la semántica.
Autores como Silva (2004), posicionan la Semántica Cognitiva como una de las líneas de investigación de la lingüística cognitiva, encargada de estudiar el significado como conceptualización, y que se acompaña de otras líneas, como la gramática cognitiva y la teoría de prototipos, entre otras. En el contexto de los estudios brasileños, Ferrari (2011), afirma que la lingüística cognitiva es un campo de estudio que prioriza la semántica, contrario a otras áreas de estudio, que adoptan una visión objetivista del significado, buscando establecer una semántica cognitiva, que sugiere una visión enciclopédica del significado.

## Conocimiento enciclopédico
De acuerdo con el principio del conocimiento enciclopédico, el lenguaje se desarrolla junto con nuestras otras habilidades cognitivas y las usamos para tener sentido. Así, las palabras son solo puntos de acceso a todo el conocimiento que tenemos almacenado sobre el mundo, cuya organización se realiza a través de estructuras llamadas dominios. Algunos de estos dominios pueden ser básicos, es decir, no necesitan otros dominios para ser conceptualizados y se relacionan con experiencias corporales preconcepcionales; otros son complejos y dependen de otros dominios. Es a partir de estos dominios que seleccionamos la perspectiva del concepto que se ajusta al contexto del habla. 
Una de las estructuras que median este acceso es la noción de marcos desarrollada por Fillmore. Según esta perspectiva, conocer una palabra significa conocer los encuadres individuales a los que está asociada, y tiene que ver con el perfil de los participantes en una escena determinada. El marco apunta a un contexto de ocurrencia basado en las posibilidades de articulación de ítems léxicos. El marco evoca eventos potenciales de un elemento léxico. Es decir, tiene un codo lesionado y despierta la posible secuencia: se cayó, el accidente fue en el brazo, sintió dolor, fue al médico, etc. Estas estructuras de organización del conocimiento son una estrategia para hacer frente a la gran cantidad de información que acumulamos y que, por las limitaciones de nuestra memoria, necesita ser categorizada. 

## Categorización
La cantidad de conocimiento adquirido en nuestra experiencia con el mundo impone un alto costo de procesamiento en la memoria humana. Por ello, recurrimos al proceso de categorización, mediante el cual agrupamos entidades similares (objetos, personas, lugares, etc.) en clases específicas. Pero, cuando agrupamos las entidades, nos damos cuenta de que las categorías contienen miembros que son similares, pero no exactamente iguales. En esta frontera se encuentran, por ejemplo, elementos como las ballenas, que son mamíferos, pero comparten algunas características con los peces, como: vivir en el agua y tener aletas. Basándose en esta noción de compartir atributos, Rosch desarrolló la teoría de los prototipos. Según el autor, nuestros conceptos están organizados en categorías radiales, con un miembro central, que presenta todos los atributos de la categoría, y otros que se mueven más hacia la frontera a medida que pierden similitud.
La categorización es, por tanto, una de las habilidades cognitivas básicas. Mediante el establecimiento de categorías, podemos conocer a los diferentes miembros de un grupo, utilizando solo la información de uno de ellos. La categorización le permite acumular conocimientos sobre el mundo en categorías conceptuales, que se pueden utilizar para hacer predicciones sobre cómo funciona el mundo. Para la semántica cognitiva, la categorización debe verse como un proceso dinámico, ya que los elementos de cada categoría, incluidos los prototipos, pueden cambiar según los categorizadores.
A nivel teórico, se puede entender que la categorización opera de maneras diferentes. Por ejemplo, según la visión clásica desarrollada por Platón y Aristóteles, la categorización es enfocada como un proceso que requiere fundamentalmente la constitución de condiciones necesarias y suficientes. Este enfoque se refleja en multitud de trabajos centrales en la filosofía occidental, como por ejemplo Pascal, Spinoza o Locke, y ha sido clave en la formulación de la filosofía analítica. Más adelante, a partir del siglo XX, la cuestión de las categorías fue introducida en las ciencias sociales por Durkheim y Mauss, cuyo trabajo pionero ha sido reinterpretado posteriormente por trabajos académicos más recientes. También ha sido una perspectiva influyente en psicología.
Más allá de este enfoque clásico, se han desarrollado enfoques alternativos. Por ejemplo, la teoría de prototipos propone comprender el proceso de categorización como una dinámica relacional en que las realidades experimentadas son categorizadas en función de su semblanza/divergencia con respecto a prototipos establecidos, en la línea de conceptos como la «semblanza de familia» de Wittgenstein.

## Pensamiento corporizado
En su trabajo introductorio sobre la lingüística cognitiva, autores como Cuenca y Hilferty (1999) afirman que este paradigma analítico de la lingüística cognitiva se diferencia de otros por el principio de que «las categorías lingüísticas no son autónomas con respecto a la organización conceptual general y los mecanismos de procesamiento». Esta perspectiva se asocia con el experiencialismo, que considera que el lenguaje se basa en la experiencia del mundo, en el que el cuerpo humano cumple una función primordial de comprender conceptos. A esto se le ha llamado la naturaleza corpórea del lenguaje, lo que explicaría la intercomprensión entre personas de una misma comunidad de habla, debido a sus similitudes; es decir, «la conceptualización, que está condicionada por la experiencia de nuestro cuerpo, el mundo exterior y nuestra relación con el mundo». Es, por tanto, una perspectiva que en el lenguaje se concibe como un medio de conocer el mundo, a través de diferentes mecanismos de procesamiento.
Según Johnson, lo que proporciona un vínculo entre la experiencia corporal y los dominios cognitivos superiores, como el lenguaje, son los esquemas de imágenes, definidos como el nivel más primitivo de la estructura cognitiva. Por tanto, constituyen la esencia de nuestro sistema conceptual, que está organizado metafóricamente. Es decir, debido a que son tan esenciales para nuestra conceptualización del mundo, los esquemas están diseñados, a través de metáforas, para el lenguaje. A modo de ejemplo, entendemos el concepto de alta confidencialidad a partir del concepto de altura, una noción esquemático-imaginativa cuya percepción está anclada en nuestro propio cuerpo.